# Финтельман, Фёдор Васильевич
Фёдор Васильевич Финтельман (? — 22 июня 1861 года, Москва) — российский учёный садовник, известный распланированием Петровского парка.

## Биография
Дата и место рождения Фёдора Финтельмана не установлены. Известно, что в 1820 году он составил проект окружения Москвы парком, однако задумка так и не была воплощена из-за кончины сочувствовавшего ему светлейшего князя Д. В. Голицына. Другие проекты Фёдора Васильевича оказались более удачными. Он разбил и распланировал Петровский парк, принимал активное участие в развитии общественных садов и городских бульваров Москвы.
Финтельман был учителем большинства российских садовников середины XIX века. Русское промышленное садоводство своим развитием много ему обязано. В 1852 году он издал труд в четырёх частях озаглавленный: «Полное русское садоводство, цветоводство и огородничество, или основанное на 45-летних опытах руководство к воспитанию и разведению растений в комнатах, оранжереях, теплицах, садах и огородах». Часть I содержит садовый календарь, в части II дано описание растений, в части III — практическое руководство, в части IV — садовые секреты.